# Michelangelo Antonioni

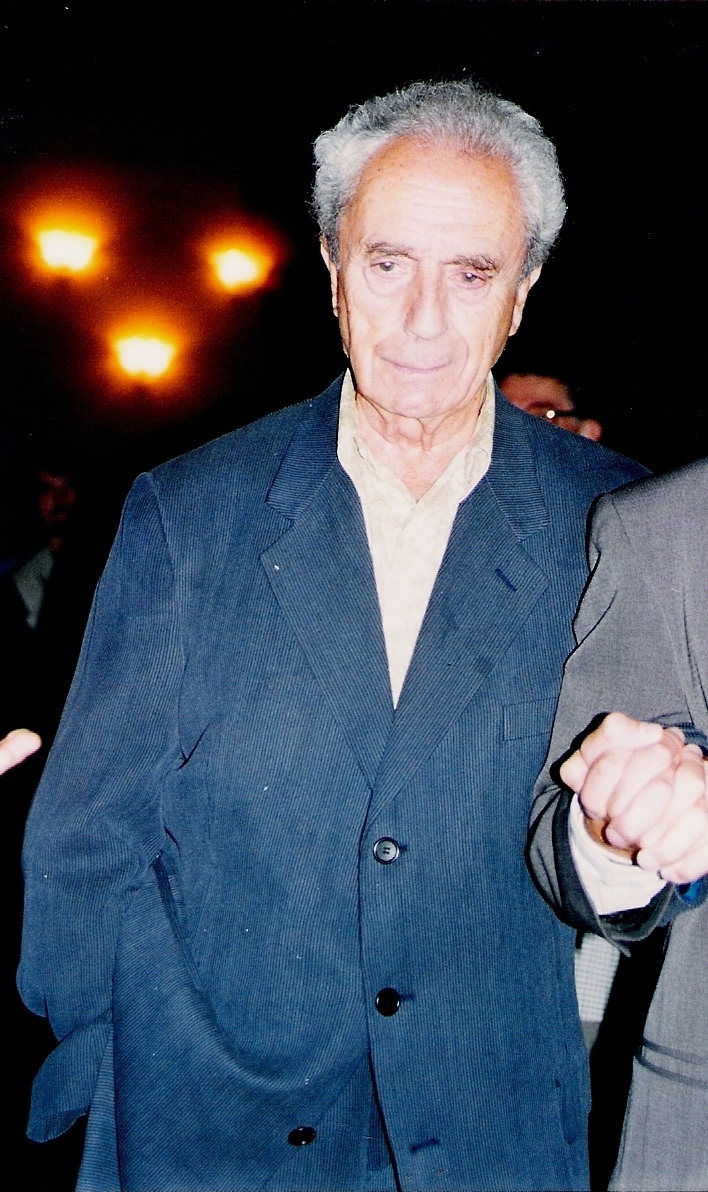
Michelangelo Antonioni

Michelangelo Antonioni (n. 29 septembrie 1912 în Ferrara, Italia - d. 30 iulie 2007, Roma, Italia) este considerat unul dintre cei mai mari regizori de film ai secolului XX, recompensat cu premiul Oscar pentru întreaga sa carieră.

## Biografie
Antonioni a obținut diploma în economie și, pe lângă faptul că e unul dintre cei mai mari cineaști, este de asemenea, pictor și scriitor, considerând că aceste activități sunt "studii asupra modului în care observăm".

## Filmografie
- 1950 Cronica unei iubiri (Cronaca di un Amore)
- 1952 Înfrânții (I Vinti)
- 1953 Dama fără camelii (La Signora Senza Camelie)
- 1955 Prietenele (Le Amiche)
- 1957 Strigătul (Il Grido)
- 1960 Aventura (L'Avventura)
- 1961 Noaptea (La Notte)
- 1962 Eclipsa - L'Eclisee
- 1964 Deșertul roșu - Il Deserto Rosso
- 1966 Blow-Up
- 1969 Zabriskie Point
- 1972 Chung Kuo Cina
- 1975 Pasagerul (Professione: Reporter)
- 1980 Il Mistero di Oberwald
- 1982 Identificarea unei femei (Identificazione di una Donna)
- 1995 Al di la Delle Nuvole
- 2001 Il Filo pericoloso delle cose

## Legături externe
- Michelangelo Antonioni la Internet Movie Database